# Tyska F3-mästerskapet 1992
Tyska F3-mästerskapet 1992 vanns av Pedro Lamy.

## Delsegrare
| Bana        | Vinnare             | Vinnare             |
| ----------- | ------------------- | ------------------- |
| Zolder      | Marco Werner        | Michael Krumm       |
| Nürburgring | Pedro Lamy          | Marco Werner        |
| Wunstorf    | Sascha Maassen      | Marco Werner        |
| Avus        | Jörg Müller         | Pedro Lamy          |
| Nürburgring | Pedro Lamy          | Pedro Lamy          |
| Hockenheim  | Pedro Lamy          | Diogo Castro Santos |
| Norisring   | Diogo Castro Santos | Diogo Castro Santos |
| Brno        | Pedro Lamy          | Pedro Lamy          |
| Diepholz    | Marco Werner        | Marco Werner        |
| Nürburgring | Pedro Lamy          | Marco Werner        |
| Singen      | Sascha Maassen      | Sascha Maassen      |
| Nürburgring | Pedro Lamy          | Marco Werner        |
| Hockenheim  | Pedro Lamy          | Pedro Lamy          |

## Slutställning
| Plats | Förare              | Poäng |
| ----- | ------------------- | ----- |
| 1     | Pedro Lamy          | 340   |
| 2     | Marco Werner        | 293   |
| 3     | Sascha Maassen      | 268   |
| 4     | Diogo Castro Santos | 229   |
| 5     | Phillip Peter       | 168   |
| 6     | Michael Krumm       | 158   |
| 7     | Jörg Müller         | 108   |
| 8     | Wolfgang Kaufmann   | 102   |
| 9     | Russell Ingall      | 95    |
| 10    | Markus Liesner      | 66    |